# Popowo (powiat nowosolski)
Popowo – wieś w Polsce położona w województwie lubuskim, w powiecie nowosolskim, w gminie Bytom Odrzański.

## Historia
Po raz pierwszy informacja o wsi pojawia się w 1360 roku w dokumencie dotyczącym podziału księstwa głogowskiego. Od XVII wieku wieś należała do majątku księcia von Schönaich. W końcu lat 30 XX wieku Popowo wraz z Wierzbniczkami i Wierzbnicą tworzyło jednostkę administracyjną zwaną Dreidorf.
W latach 1975–1998 miejscowość należała administracyjnie do województwa zielonogórskiego.
Historia nazw wsi
- 1360–1938 – Pffafendorf
- 1938–1945 – Pffafendorf-Dreidorf
- od 1945 – Popowo

Historia własności wsi
- 1483 – Simon Newerwälder
- 1604–1945 – rodzina von Schönaich